# Барбизонска школа
Барбизонска школа се нарича художествено течение за реализъм в изкуството, което се заражда в контекста на доминиращия по това време Романтизъм. Барбизонската школа съществува в периода 1830 – 1870 г. Взема името си от френското градче Барбизон, близо до гората Фонтенбло, където се събирали творците. Някои от най-характерни черти на школата са тоналните качества, цветовете, свободата на четката и меките форми.

## История
През 1824 г., Парижкият салон излага творби на Джон Констабъл. Неговите селски сцени оказват влияние върху по-младите артисти по това време и ги карат да изоставят формализма и да черпят вдъхновение директно от природата. Природните сцени стават предмет на техните картини и изместват обичайните декори на драматични събития.
По време на революциите от 1848 година (виж Френска революция (1848), Италианска революция 1848/49, Германска революция 1848/49, Австрийска революция 1848/49 и Унгарска революция (1848-1849)) артистите се събират в Барбизон, за да последват идеите на Констабъл и правят природата основен обект на изобразяване.
Един от тях, Жан-Франсоа Миле, разширява идеята и освен пейзажи, включва и фигури – селски фигури, сцени от селския живот и работата в полетата. В „Събирачки на класове“ (1857) Миле изобразява три селянки, които прибират реколтата. Няма драма, няма история, просто три селянки в полето. Това са бедни жени, които събират остатъците след като богатите собственици на полето са приключили с жътвата. Собствениците и техните работници се виждат на фона. Тук Миле размества фокуса от богатите и успелите върху тези на дъното на социалната стълба. Освен това Миле не рисува лицата им, за да подчертае анонимността им и маргиналното положение. Наведените им тела представят тежкото им ежедневие. Френският пейзаж става основна тема за Барбизонските художници. В края на 60-те години на 19 век Барбизонските художници привличат вниманието на по-младото поколение френски творци, които учат в Париж. Някои от тях посещават гората край Фонтебло, за да рисуват пейзажи. Сред тях са Клод Моне, Пиер-Огюст Реноар, Алфред Сисле и Фредерик Базил. През 70-те години те ще са сред художниците създали Импресионизма и рисуващи пленер.
Лидерите на Барбизонската школа са Жан-Батист Камий Коро, Теодор Русо, Шарл-Франсоа Добини и Жан-Франсоа Миле. Други от членовете са Жул Дюпре, Констант Тройон, Шарл Жак, Нарсис Виргилио Диаз, Пиер Емануел Дамой, Анри Арпини, Албер Шарпен, Феликс Зием, Франсоа-Луи Франсе, Емили ван Марк и Александър Дефо. Русо (1867) и Миле (1875) умират в Барбизон.

### Американска барбизонска школа
Американската барбизонска школа е група художници, повлияни от френската школа. Те се отличават с простите си пасторални сцени, рисувани направо от природата. Основната тема в картините са селските пейзажи, в които често присъстват селяни или селскостопански животни.
Уилям Морис Хънт е първият американец, който твори в барбизонски стил. Той се обучава при Жан-Франсоа Миле в периода 1851 – 53 г. Когато напуска Франция, Хънт основава студио в Бостън и работи по барбизонски маниер, с което запознава САЩ с този стил. Този подход обаче не е приет до 80-те години на 19 век, а върхът в популярността му е през 90-те години.
Сред известни художници от Американската барбизонска школа са Хенри Голдън Дърт, Чайлд Хасам, Уинслоу Хоумър, Уилсън Ървин, Джордж Инес, Уилям Кийт, Джон Франсис Мърфи, Хенри Уорд Рейнджър, Хенри Осава Танер, Хорацио Уолкър.

## Галерия
- Жан Батист Камий Коро, Изглед към гората Фонтебло , 1830
- Барбизонски пейзаж (ок. 1850), Теодор Русо
- Изгряваща луна над Барбизон (ок. 1850-те), Шарл-Франсоа Добини
- Брод (1852), Констант Тройон
- Старата гора (ок. 1860-те), Шарл Жак
- Вил д'Авре (ок. 1867), Жан-Батист Камий Коро
- Гората на Фонтенбло (1868), Нарсис Виргилио Диаз
- Старият дъб (ок. 1870), Жул Дюпре
- Пейзаж с две фигури (ок. 1870-те), Анри Арпини

## Свързани творци
- Гюстав Курбе
- Карл Бодмер
- Иполит Буланже
- Николае Григореску
- Хамилтън Ървинг Марлат
- Адолф Йозеф Томас Монтичели
- Йожен Боден